# Wanda Sarnowska
Wanda Sarnowska (ur. 19 czerwca 1911 w Laszkowie, zm. 4 stycznia 1989 we Wrocławiu) – polska archeolog i muzeolog, docent Uniwersytetu Wrocławskiego, dyrektor Muzeum Archeologicznego we Wrocławiu, specjalistka w zakresie wczesnej epoki brązu.

## Życiorys
Urodzona w Laszkowie w Małopolsce Wschodniej, uczęszczała do szkoły humanistycznej Janiny Tymińskiej w Warszawie (matura 1930). W latach 1930–1935 studiowała archeologię Polski u prof. W. Antoniewicza na Uniwersytecie Warszawskim (praca magisterska pt. Wczesnośredniowieczny kurhan z Korolewina pod Tahańczą w powiecie kaniowskim). W latach 1935–1939 asystent w Muzeum Narodowym w Warszawie. W okresie okupacji Sarnowska kontynuowała studia na tajnym Uniwersytecie, kończąc je przedłożeniem w kwietniu 1944 roku dysertacji (Praca doktorska pt. Miecze wczesnośredniowieczne w Polsce, opublikowana w 1955 roku). Po wojnie, w latach 1945–1948 została zatrudniona jako adiunkt Działu Epoki Żelaza w reaktywowanym Państwowym Muzeum Archeologicznym w Warszawie. Uczestniczyła w licznych pracach wykopaliskowych o charakterze badań programowych i ratowniczych (wykopaliska w Wólce Łasieckiej i Drohiczynie). W 1948 roku podjęła pracę jako adiunkt w Dziale Prehistorii Państwowego Muzeum Śląskiego we Wrocławiu. Prócz prac o charakterze muzealnym i administracyjnym w okresie powojennym, Sarnowska rozpoczęła na szeroką skalę wykopaliska ratownicze (w Puszkowie, pow. Żagań, w Nosocicach (obecnie Głogów-Nosocice), we Wrocławiu-Grabiszynie, w Mokronosie Górnym, w Słupie, pow. Środa Śląska, w Kłokoczycach, we Wrocławiu-Psim Polu, a przede wszystkim w Szczepankowicach, pow. Wrocław).
W roku 1950 Sarnowska objęła kierownictwo Działu Prehistorycznego Państwowego Muzeum Śląskiego, a pięć lat później została mianowana docentem. W roku 1959 rozpoczęła wydawanie pierwszego na Śląsku czasopisma archeologiczno-muzealnego „Silesia Antiqua”, które redagowała do 1979 r. Szczególne zainteresowanie początkami epoki brązu na ziemiach polskich zaowocowało 2-tomową pracą Kultura unietycka w Polsce, pierwszą monografią tej kultury w archeologii polskiej.
Od roku 1963 Sarnowska sprawowała funkcję Dyrektora Muzeum Archeologicznego we Wrocławiu. Zintensyfikowała współpracę z Katedrą Archeologii Uniwersytetu Wrocławskiego, Instytutem Historii Kultury Materialnej Polskiej Akademii Nauk oraz Wojewódzkim Konserwatorem Zabytków Archeologicznych. W okresie największego rozwoju Muzeum Archeologicznego, Wanda Sarnowska stworzyła od podstaw w części zamku książąt oleśnickich, zupełnie nową placówkę pod nazwą Muzeum w Oleśnicy, które działało na prawach Oddziału oraz przejęła istniejące już Muzeum Ślężańskie w Sobótce.
Wanda Sarnowska współpracowała i przyjaźniła się z wybitnymi uczonymi swoich czasów, min. Włodzimierzem Antoniewiczem, Witoldem Henselem, Konradem Jażdżewskim, Józefem Kostrzewskim, Kazimierzem Michałowskim, Tadeuszem Sulimirskim, Wernerem Coblenz – dyrektorem Muzeum Archeologicznego w Dreźnie. Za swoją działalność wielokrotnie odznaczana i wyróżniana, przeszła na emeryturę w 1979.

## Kultura unietycka w badaniach W. Sarnowskiej

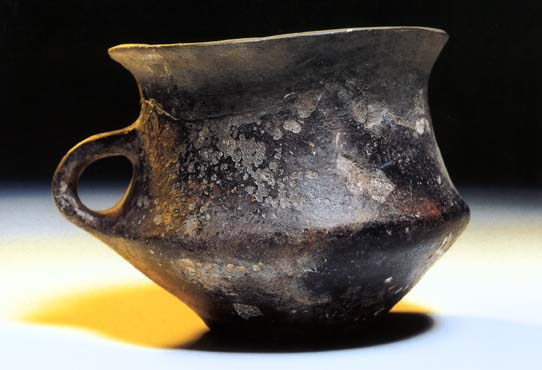
Naczynie unietyckie ostro profilowane. Kraj pochodzenia: Czechy

W okresie przedwojennym rozpoznanie materiałów kultury unietyckiej było niepełne i wyrywkowe. Opierało się zasadniczo na pracach H. Segera, niemieckiego archeologa zajmującego się głównie skarbami z epoki brązu oraz wczesnej epoki żelaza, oraz Józefa Kostrzewskiego prezentujących nekropolię unietycką w Łękach Małych w Wielkopolsce.
Po wojnie pierwsze opracowania materiałów kultury unietyckiej ukazały się w roczniku Muzeum Archeologicznego we Wrocławiu Silesia Antiqua w artykułach W. Sarnowskiej pod jednym tytułem Kultura unietycka na Śląsku  (cz. I-IV) oraz jako artykuły uzupełniające: Pierwsze złote wyroby na Śląsku i Zasięg kultury unietyckiej na terenie Polski.
Prace W. Sarnowskiej pozwoliły sklasyfikować oraz zinwentaryzować materiały wczesnobrązowe pochodzące z 373 stanowisk od Pomorza po Dolny Śląsk. Sarnowska jako pierwsza przedstawiła jednolitą wizję wprowadzenia brązu na ziemie polskie, proponując jednocześnie podział kultury unietyckiej na dwie grupy: I grupę południową (obejmującą Dolny Śląsk, południową Wielkopolskę wraz z grupą lubuską-grobską I) oraz grupę północną (obejmującą obszar między Odrą a Wisłą w tym terytoria kultur iwieńskiej oraz grobsko-śmiardowskiej). Skatalogowała i opisała formy osadnictwa, rodzaje grobów i skarbów, stosunki gospodarcze i społeczne, wymianę handlową i produkcję, wierzenia, chronologię oraz przeprowadziła analizę zabytków (ceramiki, wyrobów krzemiennych i kamiennych, narzędzi, broni i ozdób).
Główne tezy badawcze Wandy Sarnowskiej można ująć w następujących punktach:
- Obszar kultury unietyckiej obejmował całą Polskę zachodnią. Kontakty z terenami wschodnimi były rzadkie i nikłe.
- Centrum kultury unietyckiej na ziemiach Polskich stanowiły Śląsk i Wielkopolska.
- Kultura unietycka w Polsce w oparciu o analogiczne stosunki kulturowe na terenach sąsiednich (Czechy, Saksonia) trwała od ok. 1900 do ok. 1550 r. p.n.e. W Polsce północnej pomiędzy dolną Odrą i Wisłą I okres epoki brązu można datować na okres od 1700 do 1550 r. p.n.e. (brak fazy I) oraz okres przejściowy 1550–1450 (faza III).
- Produkcja miejscowa w oparciu o importowany surowiec obejmowała jedynie niektóre wyroby brązowe.

Wanda Sarnowska zakładała ciągłość osadniczą na ziemiach polskich od okresu późnego neolitu do II okresu epoki brązu.

## Członkostwo w organizacjach i zrzeszeniach naukowych i społecznych
Doc. Wanda Sarnowska była członkiem min.:
- Wrocławskiego Towarzystwa Naukowego
- Opolskiego Towarzystwa Przyjaciół Nauk
- Stowarzyszenia Miłośników Dawnej Broni i Barwy
- Towarzystwa Miłośników Ziemi Ślężańskiej
- Towarzystwa Miłośników Wrocławia – wiceprezes
- Polskiego Towarzystwa Prehistorycznego – członek-założyciel, sekretarz, a od 1950 – prezes
- Polskiego Towarzystwa Archeologicznego
- Towarzystwa Przyjaciół KUL

## Wyróżnienia i odznaczenia państwowe
Wanda Sarnowska za swój wkład naukowy oraz pracę społeczną została wyróżniona:
- Krzyżem Kawalerskim Orderu Odrodzenia Polski
- Złotym Krzyżem Zasługi
- Medalem 30-lecia Polski Ludowej
- Medalem 40-lecia Polski Ludowej
- Medalem 10-lecia Polski Ludowej
- Medalem XXV-lecia Odzyskania Dolnego Śląska
- Medalem Zasłużony dla Archeologii Polski
- Złotą Odznaką Za opiekę nad zabytkami
- Złotą Odznaką Zasłużony dla Dolnego Śląska
- Odznaką 1000-lecia Państwa Polskiego
- Odznaką Zasłużony Działacz Kultury
- Odznaką Budowniczy Wrocławia

## Publikacje i dorobek naukowy

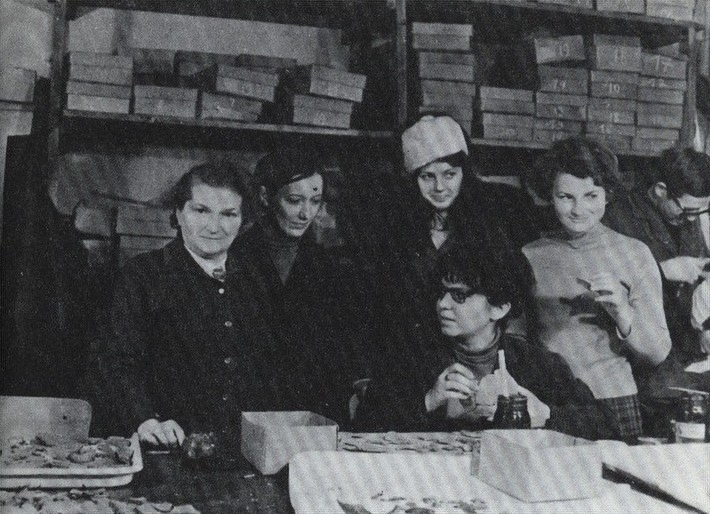
W. Sarnowska ze studentami, Wrocław 1971 r.

Pełna lista publikacji W. Sarnowskiej związanych z tematyką archeologiczną, historyczną i muzeologiczną obejmuje 150 pozycji.
1. Ziemia opowiada. Podręcznik do nauki historii dla klasy II szkoły podstawowej, Wyd. I, Nasza Księgarnia 1947.
2. Dział prehistoryczny Muzeum Państwowego we Wrocławiu, „Archeologia” 1948, t. 2, s. 421–423.
3. Góra Ślęża (Sobótka) w pradziejach, Z otchłani wieków, 1949, R. 18, z. 9–10, s. 144–148.
4. Prace zabezpieczające w Nosocicach-Głogowie, Z otchłani wieków, 1950, R. 19, z. 9–10, s. 150–155.
5. Korolewino, [w:] Słownik Starożytności Słowiańskich, t. 2, s. 480.
6. Muzeum jako czynnik dokształcający, Z otchłani wieków, 1952, R. 21, z. 2, s. 61–67.
7. Monastyriszcze, [w:] Słownik Starożytności Słowiańskich, t. 3, s. 280.
8. Śląsk starożytny i wczesnośredniowieczny (przewodnik po wystawie archeologicznej Muzeum Śląskiego we Wrocławiu), s. 241, Wrocław 1954.
9. Czarnomorskie ośrodki produkcyjne, [w:] Słownik Starożytności Słowiańskich, t. 1, s. 283.
10. Kostromskie kurhany, [w:] Słownik Starożytności Słowiańskich, t. 2, s. 488.
11. Grodno, [w:] Słownik Starożytności Słowiańskich, t. 2, s. 161.
12. Miecze wczesnośredniowieczne w Polsce, Światowid, 1955, t. 21, s. 276–319.
13. Miecz brązowy znaleziony w miejscowości Paczków, pow. Nysa, Wiadomości Archeologiczne, 1957, t. 24, s. 94–100.
14. Cmentarzysko łużyckie we Wrocławiu-Grabiszynie, Materiały Starożytne, 1958, t. 3, s. 551–578.
15. Wyniki badań na cmentarzu kultury łużyckiej w Mokronosie Górnym, pow. Wrocław w 1954 r, Silesia Antiqua, 1959, t. 1, s. 103–153.
16. Kultura unietycka na Śląsku, cz. I, Silesia Antiqua, 1961, t. 3, s. 7–38.
17. Kultura unietycka na Śląsku, cz. II, Silesia Antiqua, 1962, t. 4, s. 19–79.
18. Kultura unietycka na Śląsku, cz. III, Silesia Antiqua, 1963, t. 5, s. 24–50.
19. Kultura unietycka na Śląsku, cz. IV, Silesia Antiqua, 1965, t. 7, s. 77–144.
20. Pierwsze złote wyroby na Śląsku, Silesia Antiqua, 1965, t. 8, s. 7–28.
21. Velka Morava – wystawa Czechosłowackiej Akademii Nauk we Wrocławiu, Silesia Antiqua, 1968, t. 10, s. 2–65.
22. Kultura unietycka w Polsce, t. 1, Wrocław-Warszawa-Kraków, 1969, s. 383.
23. Związki Pomorza ze Śląskiem i Wielkopolską w I okresie epoki brązu, Pomorania Antiqua, 1971, t. 4, s. 9–20.
24. Kultura unietycka w Polsce, t. 2, Wrocław-Warszawa-Kraków, 1975, s. 208.
25. Łowiectwo na ziemiach polskich, Wrocław-Warszawa-Kraków, 1976, s. 94 (wspólnie z J. Fabiańskim).

## Organizacja wystaw i ekspozycji

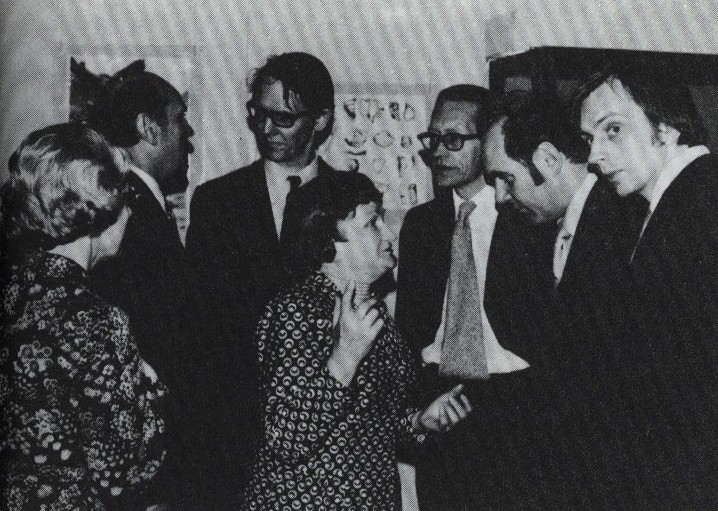
W. Sarnowska wśród uczestników międzynarodowego sympozjum na temat epoki brązu. Opole 1977

W. Sarnowska utrzymywała stałe kontakty z prasą, radiem i telewizją. Była pomysłodawczynią comiesięcznych „śród muzealnych” i corocznych „tygodni archeologii”. Jako administrator, kustosz a później wieloletni dyrektor Wrocławskiego Muzeum Archeologicznego W. Sarnowska zorganizowała i objęła patronatem medialnym szereg wystaw i ekspozycji, min.:
- Wystawa „Śląsk starożytny i wczesnośredniowieczny’, 1948 r.,
- Wystawa objazdowa „Śląsk w pradziejach Polski”, 1949 r.,
- Wystawa czasowa „Najnowsze wykopaliska na Śląsku”, 1955 r.,
- Wystawa czasowa „Śląsk w pradziejach Polski”. 1963 r.,
- Międzynarodowa Polsko-Czechosłowacka wystawa „Veľká Morava”, 1966 r.,
- Wystawa stała „Śląsk w pradziejach Polski” (od paleolitu do II w. p.n.e.); 1970 r.,
- Wystawa stała „Śląsk od II w. p.n.e. do XIII w.”; 1977 r.,
- Wystawa czasowa „Najstarsze miasta na Śląsku”, dla Ośrodka Kultury Polskiej na Sorbonie.

## 100-lecie urodzin Wandy Sarnowskiej

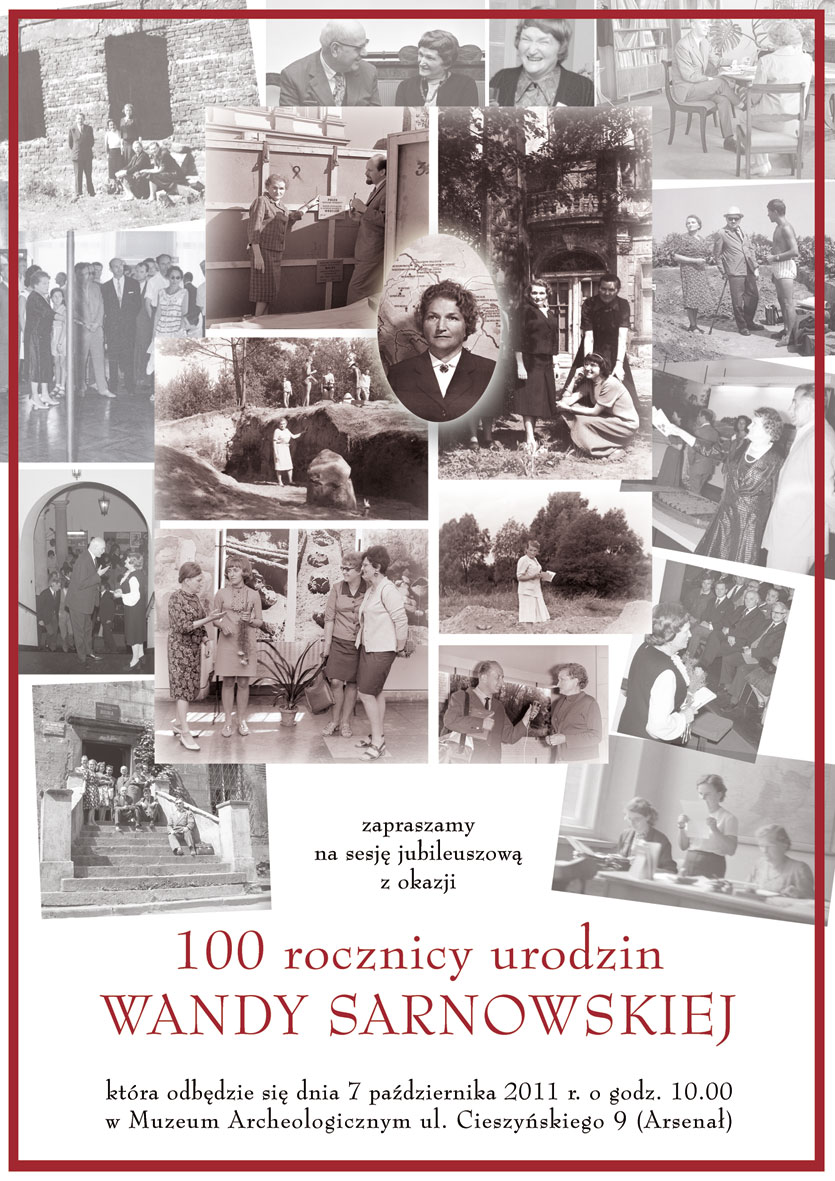
Wanda Sarnowska – w stulecie urodzin. Plakat okolicznościowy autorstwa M. Raniszewskiej. Muzeum Archeologiczne we Wrocławiu 2011

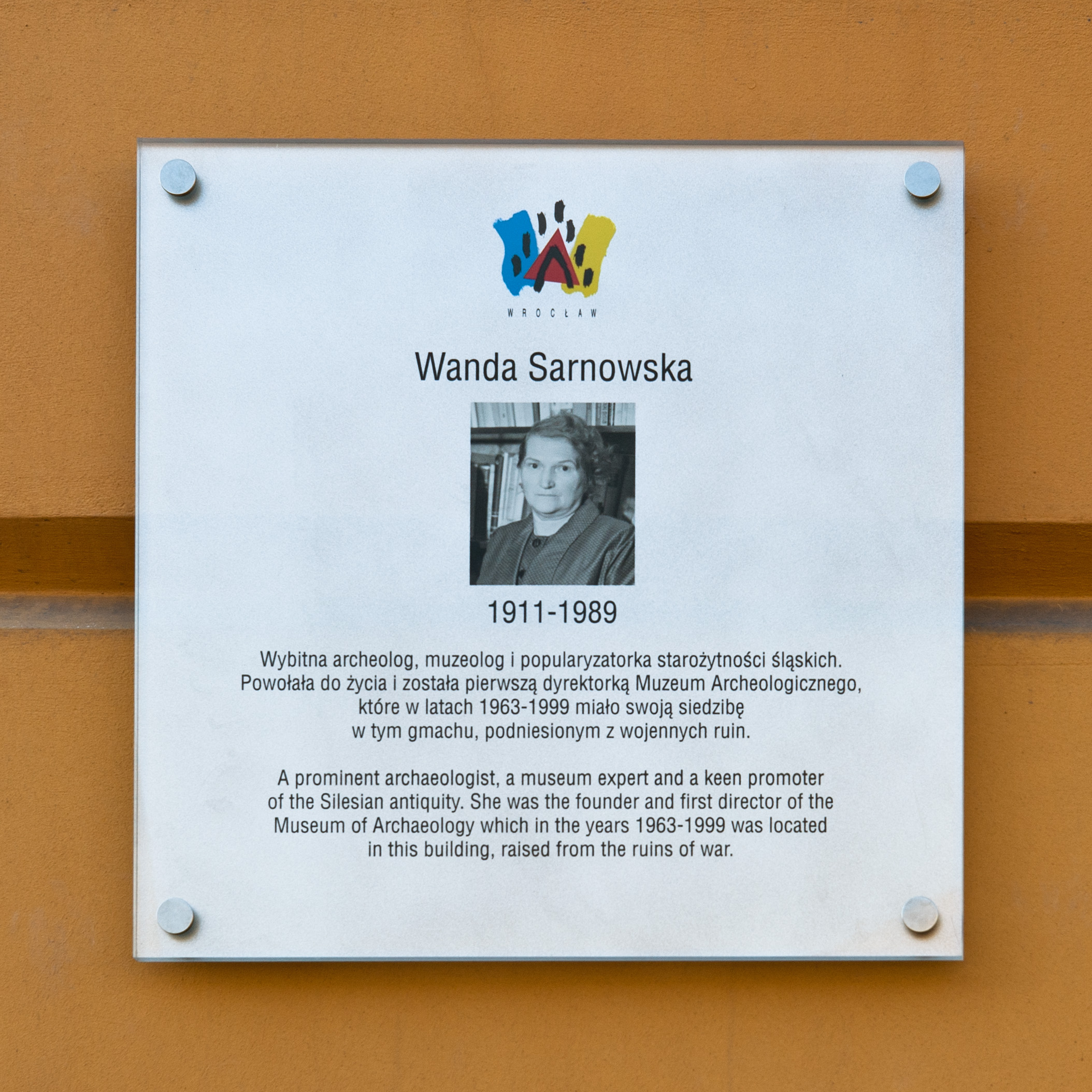
Tablica poświęcona doc. W. Sarnowskiej na fasadzie Pałacu Królewskiego we Wrocławiu

Z okazji 100-lecia urodzin doc. W. Sarnowskiej w dniu 7.10.2011 odbyła się sesja okolicznościowa w Muzeum Archeologicznym we Wrocławiu. W spotkaniu wzięli udział pracownicy Muzeum, byli uczniowie i współpracownicy doc. Sarnowskiej (min. prof. Włodzimierz Wojciechowski), profesorowie Polskiej Akademii Nauk oraz Instytutu Archeologii Uniwersytetu Wrocławskiego. Sesja została podzielona na kilka działów tematycznych: „Wanda Sarnowska jako muzealnik i pedagog” (odczyt K. Demidziuka), „Wanda Sarnowska – archeolog i badacz” (wystąpienie dr. K. Czerniaka), „Wanda Sarnowska – popularyzator wiedzy o ochronie zabytków” (T. Borkowski) oraz „Wanda Sarnowska – redaktor wydawnictw” (odczyt K. Ślipko-Jastrzębskiej).

20 marca 2012 r. na fasadzie Pałacu Królewskiego we Wrocławiu odsłonięto tablicę pamiątkową poświęconą Wandzie Sarnowskiej.